# Nikolaus I. (Mecklenburg)

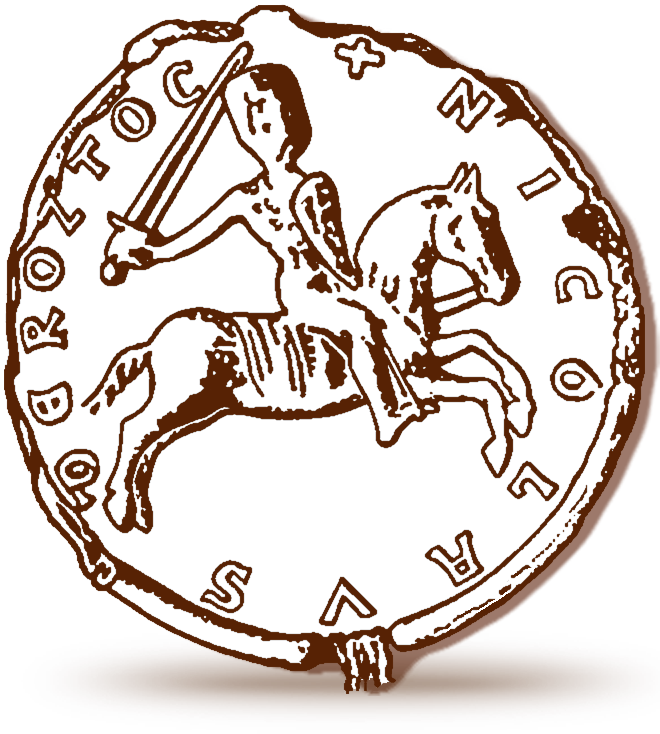
Nicholas I

Nikolaus I. (auch Niklot, * vor 1164; † 25. Mai 1200 bei Waschow) war Fürst von Mecklenburg seit 1178.
Er war ein Sohn des Obotritenfürsten Wertislaw, Herr von Rostock.
Er kämpfte gemeinsam mit den Dänen und Friedrich I. gegen Heinrich den Löwen und führte, gestützt durch die Dänen, 1183–1185 Krieg gegen seinen Vetter Heinrich Borwin I. Dieser Familienkrieg in Mecklenburg und die fehlende Hilfe von außen verschafften dem dänischen König Knut VI. die Möglichkeit, seine Position an der Ostsee auszubauen. So musste sich Nikolaus I. und sein Vetter den Dänen 1185 als Vasall unterwerfen. Er bekam aber die Herrschaft Rostock als Lehen. Im Krieg gegen Adolf III. von Schauenburg und Holstein im Bündnis mit den Dänen fiel er kinderlos am 25. Mai 1200 (oder 1201) in der Schlacht bei Waschow, die den Fürsten von Mecklenburg das Gebiet des jetzigen südwestlichen Mecklenburgs sicherte.